# Сахюртинське сільське поселення
Сахюрти́нське сільське поселення (рос. Сахюртинское сельское поселение) — сільське поселення у складі Агінського району Забайкальського краю Росії.
Адміністративний центр та єдиний населений пункт — село Сахюрта.

## Населення
Населення сільського поселення становить 875 осіб (2019; 1005 у 2010, 863 у 2002).